# Dario Antoniozzi
Dario Antoniozzi, né le 11 décembre 1923 et mort le 25 décembre 2019, est un homme politique italien.
Il est le père d'Alfredo Antoniozzi, député européen de 2004 à 2014 dans les rangs de Forza Italia.

## Biographie
Dario Antoniozzi naît à Rieti mais il grandit à Cosenza.

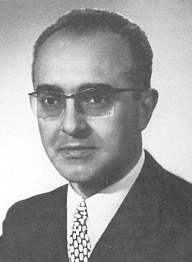
Antoniozzi dans les années 1970.

Il est élu pour la première fois à la Chambre des députés en 1953 , et reste en fonction jusqu'en 1980.
Il est vice-secrétaire de la Démocratie chrétienne et chef du parti en Calabre pendant longtemps.
Il est secrétaire du Conseil des ministres de 1970 à 1972, ministre du Tourisme et du Divertissement de 1976 à 1978 et ministre du Patrimoine culturel et environnemental de 1978 à 1979.
Membre du Parlement européen depuis sa création, il remporte en 1979 un excellent succès personnel lors de la première élection directe de l'Assemblée de Strasbourg et est réélu également lors des élections européennes suivantes. Cependant, à l'occasion de l' élection du Parlement européen de 1989, Dario Antoniozzi, affaiblit par les luttes internes au sein de la démocratie chrétienne et par l'aversion explicite de Riccardo Misasi, il n'est plus réélu et se retire donc de la vie politique active, tout en continuant à tenir des conférences de haut niveau, dans le monde entier, sur l'Europe et le sens de ce choix.
Il meurt le 25 décembre 2019.

## Récompense
- Médaille du mérite de la culture et de l'art  (Rome, 30 octobre 1980)[2].